# Liste der Kulturgüter in Waldstatt
Die Liste der Kulturgüter in Waldstatt enthält alle Objekte in der Gemeinde Waldstatt im Kanton Appenzell Ausserrhoden, die gemäss der Haager Konvention zum Schutz von Kulturgut bei bewaffneten Konflikten, dem Bundesgesetz vom 20. Juni 2014 über den Schutz der Kulturgüter bei bewaffneten Konflikten sowie der Verordnung vom 29. Oktober 2014 über den Schutz der Kulturgüter bei bewaffneten Konflikten unter Schutz stehen.
Objekte der Kategorie A sind im Gemeindegebiet nicht ausgewiesen, Objekte der Kategorie B sind vollständig in der Liste enthalten, Objekte der Kategorie C fehlen zurzeit (Stand: 1. Januar 2023). Unter übrige Baudenkmäler sind zusätzliche Objekte zu finden, die gemäss Angaben des kantonalen Denkmalschutzes als kommunale Kulturobjekte eingestuft wurden und nicht bereits in der Liste der Kulturgüter enthalten sind.

## Kulturgüter
| Foto |                                                              | Objekt                            | Kat. | Typ | Standort                            | Beschreibung |
| ---- | ------------------------------------------------------------ | --------------------------------- | ---- | --- | ----------------------------------- | --- |
| ja   | Datei hochladen · Wikidata zu Bauernhaus (Q29651441)         | Bauernhaus KGS-Nr.: 00560         | B    | G   | Rüti 1 739188 / 246296              | Bauernhaus in der Rüti, laut unsicherer Überlieferung ehemals ein Gasthaus. Der Strickbau besitzt einen Webkeller und fünf Obergeschosse mit einfachem Quergiebel gegen Nordosten. Später angebauter Stall sowie ein Sticklokal auf der Südwestseite. |
| ja   | Datei hochladen · Wikidata zu Bauernhaus (Q29651454)         | Bauernhaus KGS-Nr.: 00563         | B    | G   | Oberwaldstatt 7 739155 / 245702     | Mit drei Wohngeschossen über einem Webkeller erbauter Strickbau in Südoststellung aus dem 16./17. Jahrhundert. Der bestehende nordostseitige Wetterschirm ist erst 1939/40 anstelle eins viel niedrigeren erbaut. |
| ja   | Datei hochladen · Wikidata zu Reformierte Kirche (Q29651479) | Reformierte Kirche KGS-Nr.: 00565 | B    | G   | Dorfstrasse 27 739367 / 246718      | Reformierte Kirche, 1720–21, Turmerhöhungen 1765 und 1874. Praktisch vollständiger Neubau der Kirche mit gleichem Grundriss 1874 durch Sebastian Sturzenegger. 1934–35 Verlängerung des Kirchenschiffs um die Vorhalle nach Westen durch Ulrich Walt. Innen Ersatz der bemalten Holzdecke durch korbbogiges Gipstonnengewölbe. Aussen- und Innenrestauration 1987 durch Rohner & Gmünder; Ersatz der Gipsdecke durch polygonal geformte Holzkassettendecke; Entfernung der Farbverglasung der Fenster; durch Bildhauer August Rausch. In Sandstein gestaltete Chorwand im Jahr 1988 errichtet.                               |
| ja   | Datei hochladen · Wikidata zu Bauernhaus (Q29651465)         | Bauernhaus KGS-Nr.: 00566         | B    | G   | Urnäscherstrasse 90 739995 / 246057 | Bauernhaus, wahrscheinlich aus dem Jahr 1601 (wie auf dem Strickbalken im Giebelfeld zu sehen ist: „Meister Hans Puff 1601“). Es handelt sich um einen viergeschossigen Strickbau mit Reihenfenstern über einem gemauerten Webkeller. Ein Stall wurde in Traufstellung angebaut. In den 1780er- bis 1790er-Jahren wurde das Haus unter der Leitung von Ratsherr, Gemeindeschreiber und Landsfähnrich Heinrich Alder renoviert, dabei wurde auch ein barocker Hauseingang hinzugefügt. In der Firstkammer des dritten Obergeschosses sind Decken- und Balkenmalereien zu sehen. Das Bauernhaus wurde 1968/69 außen renoviert. |
| ja   | Datei hochladen · Wikidata zu Bauernhaus (Q29651474)         | Bauernhaus KGS-Nr.: 11508         | B    | G   | Brunnhalden 27 739406 / 246965      | |
| ja   | Datei hochladen · Wikidata zu Bauernhaus (Q29651477)         | Bauernhaus KGS-Nr.: 11509         | B    | G   | Tätschenberg 1 739770 / 247780      | |
| ja   | Datei hochladen · Wikidata zu Bauernhaus (Q29651470)         | Bauernhaus KGS-Nr.: 14914         | B    | G   | Brunnhalden 25 739300 / 246918      | |
| ja   | Datei hochladen · Wikidata zu Bauernhaus (Q29651447)         | Bauernhaus KGS-Nr.: 14915         | B    | G   | Oberwaldstatt 6 739093 / 245726     | |
| ja   | Datei hochladen · Wikidata zu Bauernhaus (Q29651459)         | Bauernhaus KGS-Nr.: 14916         | B    | G   | Urnäscherstrasse 80 740001 / 246262 | |

## Übrige Baudenkmäler
| ID  | Foto |                                                               | Objekt             | Typ | Standort                             | Beschreibung |
| --- | ---- | ------------------------------------------------------------- | ------------------ | --- | ------------------------------------ | ------------ |
| 189 | ja   | Datei hochladen · Wikidata zu Haus (Q130286997)               | Haus               | G   | Dorfstrasse 22 739393 / 246762       |              |
| 192 | ja   | Datei hochladen · Wikidata zu Haus Löwen (Q130287065)         | Haus Löwen         | G   | Dorfstrasse 28 739351 / 246742       |              |
| 205 | ja   | Datei hochladen · Wikidata zu Haus (Q130304087)               | Haus               | G   | Alte Landstrasse 22 739130 / 246698  |              |
| 234 | ja   | Datei hochladen · Wikidata zu Haus (Q130304208)               | Haus               | G   | Mittelstrasse 14 739419 / 246749     |              |
| 235 | ja   | Datei hochladen · Wikidata zu Otto Bruderer Haus (Q130304394) | Otto Bruderer Haus | G   | Mittelstrasse 12 739432 / 246754     |              |
| 236 | ja   | Datei hochladen · Wikidata zu Haus (Q130304437)               | Haus               | G   | Mittelstrasse 10 739446 / 246759     |              |
| 415 | BW   | Datei hochladen                                               | Haus               | G   | Harschwendistrasse 9 738586 / 246370 |              |

Legende: Siehe Legende der Liste der Kulturgüter von nationaler und regionaler Bedeutung. Anstelle der KGS-Nummer wird als Objekt-Identifikator (ID) die Gebäudenummer der kantonalen Denkmalpflege angegeben.